# Mydrosoma inusitatum
Mydrosoma inusitatum är en biart som först beskrevs av Roy R. Snelling 1980.  Mydrosoma inusitatum ingår i släktet Mydrosoma och familjen korttungebin. Inga underarter finns listade i Catalogue of Life.